# Centre sportif de l'UQAM
Le Centre sportif de l’Université du Québec à Montréal est situé au 1212, rue Sanguinet, sur le campus de l'UQAM en plein cœur de Montréal. Il offre à ses usagers, la communauté uqamienne, une programmation surprenante comprenant plus de 100 activités offertes selon différentes formules : libres ou encadrées, individuelle ou en équipe, à la séance ou à la session.
Le Centre sportif est accessible par la station de métro Berri-UQAM. Il est situé à proximité des principaux pavillons de l'UQAM ainsi que du Centre hospitalier de l'Université de Montréal. Le centre est de plus situé à deux pas de la sortie Saint-Laurent/Berri de l'autoroute Ville-Marie Est. On peut stationner sa voiture sous les pavillons des Sciences de la Gestion (R) ou DeSève (DS).
Le Centre sportif de l’UQAM héberge également 10 équipes du programme de Sport d’excellence qui compétitionnent sur la scène interuniversitaire : basketball féminin, basketball masculin, badminton mixte, cheerleading, cross-country masculin et féminin, golf mixte, soccer féminin et soccer masculin ainsi que volleyball. Toutes ces équipes ont pour nom les Citadins de l'UQAM.
De plus, le Centre sportif ouvre ses portes à près de 2000 «campeurs» chaque été. Avec une programmation variée et originale, les camps de jour de l’UQAM offrent certainement une activité adaptée et répondant aux besoins et envies de chacun. Dans toutes les activités, les jeunes sont encadrés et guidés par des étudiants universitaires spécialisés dans différents domaines.
Finalement, le Centre sportif gère le Centre d’accès à la nature de l'UQAM situé dans la municipalité de Lac-Supérieur, dans la région des Laurentides.

## Historique
Le Centre sportif a été construit entre 1994 et 1997 et sa conception a été confiée aux architectes de la firme Tétreault, Parent, Languedoc et Associés. Le centre a été construit de façon à s'imbriquer dans l'ensemble architectural des Résidences universitaires de l'Université. Le style architectural du centre relève d'un langage moderne et contemporain associant sobriété et élégance tout en respectant l'échelle de l'architecture environnante. Construit en majeure partie sous terre, des percées verticales insérées dans l'élévation principale assurent l'intégration d'un éclairage naturel. Une sculpture photographique de Loly Darcel intitulée "Liaison" a été intégrée à une source de lumière reliant la cour arrière des Résidences universitaires à la piscine du centre tout en passant par le hall d'entrée de ce dernier. Principalement composée d'une image photographique se reflétant dans une colonne d'aluminium, l'œuvre se veut une métaphore sur l'évolution de l'homme par le savoir.
L'Université est devenue propriétaire du site en 1994. La construction du Centre a permis à l'Université de quitter un espace locatif à l'École de technologie supérieure et d'accroître la qualité de vie des étudiants grâce à sa localisation contiguë aux Résidences universitaires et sa proximité au reste du campus.

## Accès, abonnement et tarification
En général, pour tous les étudiants, une cotisation pour l'animation sportive a déjà été perçue lors du paiement des frais de scolarité. S'ils ont payé le montant-cible d'environ 40$, ces étudiants seront automatiquement membres du Centre sportif après la validation de leur droit d'accès par le Centre sportif. Le Centre sportif possède plusieurs aménagements permettant aux étudiants handicapés de faire de l'activité physique. L'abonnement par retenue salariale est disponible pour les professeurs et les employés de l’UQAM. Les diplômés de l’UQAM ont la possibilité de s'inscrire aux activités dirigées pendant les périodes d'inscriptions tardives, au tarif non-membre. Les accompagnateurs peuvent participer aux activités libres (10$ par jour) ou aux cours (tarif non-membre).
L'abonnement au Centre sportif permet d’avoir accès, sans frais additionnels, aux activités libres (selon l'horaire des activités et la disponibilité des plateaux), permet aussi de s’inscrire, moyennant certains frais, à plus de 80 activités encadrées (cours et ligues sportives) et permet d’utiliser sans frais le service du prêt d'équipement.
La Carte UQAM, qui sert de carte d’identité, permet d’avoir accès au Centre sportif après son activation.

## Installations
- Une piscine de dimension semi-olympique
- Une salle multisport (gymnase triple) ceinturée d'une piste de jogging en surélévation (154 m)
- Une salle polyvalente avec des gradins d'une capacité de 600 sièges (servant principalement au basket-ball et au volleyball)
- Un gymnase simple, un studio de danse et une salle ultra
- Une salle d'entraînement cardio-vasculaire et de musculation
- Un mur et un site d’entraînement d'escalade (14 m)
- Une base de plein-air, le Centre d'accès à la nature, située dans la région de Mont-Tremblant, en plein coeur des Laurentides. Ce centre a été acquis en 1976 sur l'initiative de quelques professeurs[1].

## Programme de Sport d’excellence
Le Centre sportif de l’UQAM héberge le club omnisports les Citadins de l'UQAM qui regroupe l'ensemble des équipes sportives qui compétitionnent sur la scène interuniversitaire dans 7 disciplines sportives : badminton, basketball, cheerleading, cross-country, golf, soccer et volleyball.
L’UQAM est également bien représentée par des athlètes engagés individuellement dans les circuits civils comme l’athlétisme. Par son programme sport-étude, l’Université du Québec à Montréal offre des services de soutien à ses étudiants athlètes reconnus athlètes d’excellence, d’élite ou de relève par le Ministère de l'Éducation, du Loisir et du Sport du Québec afin de concilier leurs études et leurs objectifs sportifs de haut niveau.

## Activités
- Programme 8défis santé (promotion des saines habitudes de vie)
- Aquatique (aqua-forme, aqua-spinning, formation en sauvetage, kayak, monopalme, natation, plongée sous-marine, waterpolo, etc.)
- Arts martiaux et sports d’opposition (boxe olympique, capoeira, karaté, kung-fu, etc.)
- Cours de conditionnement physique et d’aérobie (zumba, cardio-tonus, pilates, spinning, etc.)
- Danse (ballet classique, danse contemporaine, hip-hop, swing, etc.)
- Entraînement cardiovasculaire et musculaire
- Escalade
- Programme jeunesse (camp de jour, JAS, etc.)
- Relaxation (aqua yoga, taï chi, yoga, etc.)
- Services d’appoint (consultation thérapeutique, programme personnalisé, etc.)
- Sports collectifs (basketball, hockey cosom, soccer, volleyball, etc.)
- Sports de raquette (badminton, tennis de table)
- Location de plateaux pour activités étudiantes